# Великое переселение сербов
Великое переселение сербов (Великий исход; серб. Велике сеобе Срба, Velike seobe Srba) — традиционное обозначение двух больших миграций сербов из Османской империи в Габсбургскую монархию, которые произошли в 1690 и 1740 годах. Переселения сербов были вызваны действиями турецких отрядов, которые репрессировали христиан за их помощь австрийским войскам. Данные миграции существенно изменили этническую карту современной Сербии — сербы стали меньшинством в ряде южных регионов, но составили значительную часть населения в районах современной Воеводины.

## Положение сербов в Османской империи
В результате турецкого завоевания сербские земли были разорены, сельское хозяйство пришло в упадок, горнорудное производство практически прекратилось. Начался массовый отток населения за Дунай и Саву, в результате которого этническая территория сербов существенно расширилась в северном направлении. Сербы массово переселялись на земли современных Венгрии и Хорватии, тогда бывших в составе владений Габсбургов, образуя там военное сословие граничар. В обмен на военную службу, охрану границы и участие в боях с турками граничары получали землю и освобождались от уплаты ряда налогов. При этом в обезлюдевшие равнинные области и, особенно, в южные регионы страны (Косово и Метохию) стали переселяться турки, скотоводы-влахи и албанцы. Христианское население было ограничено в гражданских правах. Тем не менее, в отличие от Албании, Боснии и Македонии, в Сербии ислам приняла лишь небольшая часть населения. В этом главная заслуга принадлежала Печскому патриархату, восстановленному в 1557 году, который в период османского господства играл роль центра национального и культурного сплочения сербского народа. Православная церковь, в целом, сохранила свои привилегии и владения и в качестве особой конфессиональной общности (миллета) пользовалась самоуправлением в культурных и религиозных вопросах, включая возможность создавать начальные школы.
Феодальный класс периода османского господства был представлен практически исключительно мусульманами, как турками, так и принявшими ислам славянами (потурченцы). Основу населения составляло зависимое крестьянство — райя, обладавшее правом наследственного пользования наделами и уплачивающее поземельный (харадж) и подушный (джизья) налоги султану, а также различные платежи феодалу. В Южной Сербии и придунайских областях сохранилась значительная прослойка скотоводов-влахов, пользующаяся определёнными привилегиями и используемая для пограничной службы. Основная масса крестьян была прикреплена к земле и не могла покинуть её без разрешения местного феодала или чиновника.
Православная церковь в условиях турецкого владычества смогла продолжить свою деятельность, однако в гораздо более тяжёлых условиях. Сразу после покорения Сербии в городах и крепостях турки изымали церковные постройки, приспосабливая их к нуждам мусульман. Строительство новых церквей было запрещено, кроме территорий Славонии, Баната и Срема куда сербы переселялись, спасаясь от гнёта турок в Старой Сербии.

## Исход 1690 года

### Предыстория
Разгром турецкой армии под Веной, ряд других поражений, а также создание против неё коалиции стран под названием «Священная лига» серьёзно пошатнули положение Османской империи. Императорские войска освободили Венгрию, Трансильванию и Славонию. В свою очередь, венецианцы овладели Афинами, Мореей и вели бои в Далмации. Опасаясь восстания христиан, турецкие чиновники усилили против них репрессии, что, впрочем, не смогло предотвратить начавшиеся в 1688 году массовые выступления в Сербии и Македонии. Сербский современник так описывал эти события:
И тогда многие сербы перешли на сторону императора и начали воевать против турок и гнали их от города Будим до большого сербского города Белграда.
Осенью 1689 года восставшие сербы при поддержке войск Габсбургов освободили почти весь север Сербии. После этого австрийцы решили предпринять рейд через Сербию, Македонию и Албанию к Адриатическому морю. 3700 австрийских солдат возглавлял генерал Пикколомини, сербским ополчением командовал Павел Деак. На пути через Сербию они освобождали города и села, встречая поддержку местных сербов. Кроме них к войску присоединилось и определённое количество албанцев.
Пытаясь привлечь как можно больше сербов на свою сторону, австрийцы установили контакт с патриархом Арсением III Чарноевичем, прося его «ради общего христианского дела» призвать сербов на всеобщее восстание. Однако когда патриарх из-за угрозы расправы со стороны турок бежал на контролируемую венецианцами территорию, он прекратил быть нужным австрийцам. С этого времени они перестали с ним консультироваться, ставя перед фактом тех или иных своих решений.
Австрийским войскам и сербским отрядам большую помощь оказали гайдуки в северной части Македонии. Там ими руководил харамбаша Карпош, под руководством которого турки были выбиты из Куманова, Кратова, Кочани и ряда других населённых пунктов. Местные жители считали Карпоша своим королём. Когда австрийцы и сербы вступили на территорию Македонии, гайдуки присоединились к ним. Совместными усилиями в октябре 1689 года было освобождено Скопье, а затем Призрен. Сообщения о разгроме турок вызвало новые выступления местных жителей и приток добровольцев к австрийцам и сербам. В итоге, в конце 1689 года Стамбул утратил контроль над Сербией и Македонией.
Между тем, туркам удалось стянуть к Македонии крупные силы. Сераскер Реджеп-паша был сменён. Пост великого визиря занял Мустафа Чуприлич, объявивший джихад. Османская армия разбила войско христиан в битве при Качанике, причём находившиеся в составе австрийской армии албанцы перешли на сторону турок. После этого начинается отступление христиан из Южной Сербии в направлении Ниша.
В поражении австрийцев свою роль сыграло и изменение отношения к ним местного населения. Солдаты генерала Пикколомини вели себя не как освободители, но как новые хозяева, разоряя местных жителей. По мере продвижения войск в глубь Сербии участились грабежи и сожжения целых сел. Особое негодование вызвало разграбление и сожжение Скопья, а также насильное разоружение ряда сербских и албанских отрядов, общая численность которых составляла около 20 000 бойцов. В итоге, сербы стали самостоятельно бороться с османскими отрядами, а албанцы переходили на сторону турок.

### Исход сербов
Отступление австрийцев вызвало панику и массовое бегство местного населения, многие уходили с австрийцами, другие скрывались в горах, болотах, или уходили в леса, чтобы спастись от турок. Турецкие войска вновь заняли ранее освобождённую христианами территорию — Ниш, Белград, Крагуевац, Скопье, Призрен и ряд других городов. Восстановление османского ига сопровождалось тяжёлым разорением страны, грабежами и резнёй.
По предложению францисканского монаха Томо Роспасари австрийские власти 6 апреля 1690 года предложили сербам свободу вероисповедания, освобождение от налогов, право на самоуправление и уважение их традиций в обмен на продолжение борьбы с турками. Патриарх Арсений Чарноевич лично получил письмо от императора с этим предложением. Отступая вместе с массами сербов, влахов и других христиан, он 18 июня 1690 года в Белграде созвал народный собор, где обсуждалось полученное от австрийского императора письмо и содержание ответа, который в Вену повёз Исаия Джакович. Приняв предложение императора Леопольда, сербы просили меньше прав и привилегий, чем им было обещано, однако основное внимание обратили на независимость церкви, как института сохранения национальной идентичности.
Ответ сербов не удовлетворил австрийцев, рассчитывавших, что сербы, получив привилегии, вновь возьмутся за оружие, а не станут переселяться непосредственно на подконтрольную Империи территорию. Но после долгих размышлений Вена согласилась принять сербские условия, и 11 августа 1690 года в своём обращении император подтвердил обещанные привилегии для православных с освобождённых от турок территорий. Из-за усилий католической церкви австрийские власти не упомянули сербов, уже живших в Среме, Славонии и Хорватии, но после обращений Исаийи Джаковича в текст императорского обращения были добавлены и они.
Между тем, в день императорского обращения к православным христианам турки нанесли австрийцам крупное поражение в Трансильвании. Стремясь защитить Венгрию от возможного турецкого вторжения, имперские войска оставили Сербию к югу от Дуная и Савы. Вместе с ними ушли и беженцы, скопившиеся на переправах у Белграда. Основная волна исхода произошла в период от взятия турками Ниша 6 сентября до начала осады Белграда 26 сентября 1690 года.
Точная численность переселившихся сербов неизвестна. По данным самого патриарха Арсения, вместе с ним во владения Габсбургов ушло более 30 000 человек. В то же время, в историографии фигурируют и куда большие цифры — до 37 000 семей. Они осели на территориях Срема, Бараньи и Бачки, часть которых впоследствии были включены Веной в состав Военной границы. В результате переселения значительно уменьшилась численность сербов в Рашке, Косове, Метохии и других регионах, куда активнее стали переселяться албанцы-мусульмане и турки. Сербская православная церковь в Старой Сербии оказалась в сложном положении, монастыри осквернялись, а некоторые церкви турки превращали в мечети.

### Дальнейшие события
Среди покидавших свои дома сербов бытовало мнение, что сражаясь за Габсбургов, они приближают освобождение своей Родины и затем смогут вернуться на землю предков. Также сербы-переселенцы считали, что в Австрийской империи они получат особые земли, свою Патриархию, управление по своим обычаям. Эти надежды в значительной степени угасли после подписания Карловицкого мира. Будущие граничары не могли и представить, что они будут разбросаны по разным землям под начальством немецких офицеров и что им придётся сражаться с турками, венграми и на многих других полях сражений Европы.
В первое время австрийское офицерство и венгерские гражданские власти не доверяли сербским беженцам, опасаясь наличия в их рядах турецких шпионов. В свою очередь, многие сербы не хотели оставлять свои семьи на попечение местным властям и брали их с собой на войну. Это делалось не без оснований: отнюдь не всегда гражданские власти успевали устроить быт новоприбывших, а католическая церковь прилагала все усилия, чтобы склонить их на сторону униатства.
Высшие органы государственной власти и влиятельные силы в империи Габсбургов по-разному смотрели на «сербский вопрос». Императорский двор переживал за безопасность престола и государственных границ; Военный совет стремился набрать как можно больше хороших, но дешёвых солдат; Дворцовую палату интересовали административные и экономические вопросы; венгерские власти и дворянство, как носители венгерской государственной традиции, ставили вопрос о своих правах и о том, каким будет статус сербов на венгерских землях, или на территориях, находящихся под их контролем.
Опустошение османскими войсками территорий Сербии и Македонии тяжело отразились на их экономике и положении жителей. В том же 1690 году турецкие чиновники поняли масштаб последствий и попытались компенсировать их уменьшением налогов и прощением участников восстания. Но это мало сказалось на общей ситуации, а общее число вернувшихся на контролируемую турками землю было невелико.

## Переселение 1740 года
Будучи союзником Российской империи, монархия Габсбургов в 1737 году объявила войну Османской империи, выполняя союзнический долг и опасаясь за своё положение на Балканах. После начала боевых действий император Карл VI обратился к балканским народам с манифестом, в котором призывал их поднять восстание против турок и оказывать помощь его войскам. На тайной встрече в марте 1737 года патриарх Арсение IV Шакабента, несколько епископов, кнезов и старейшин приняли решение поддержать вторгнувшиеся в османские владения австрийские войска. К ним примкнули также сербы из горных районов Зеты и некоторое количество албанцев.
Австрийские отряды, поддерживаемые сербскими повстанцами под руководством Станиши Марковича Млатишумы, двинулись на юг Сербии. 28 июля им без борьбы сдался Ниш. В тот же день сербы освободили Нови-Пазар. Кнез Атанасие Рашкович из Стари-Влаха во главе отряда гайдуков очистил Нови-Варош и Приеполье. Однако на этом успехи союзников закончились. Австрийское командование не было довольно опытным и допустило ряд просчётов, а сербы поднялись на восстание не в тех количествах, как ожидали австрийцы. Кроме того, с началом восстания турки начали жёсткие репрессии против местного населения. Ими также был арестован патриарх Арсение, позднее сумевший бежать, и был убит епископ Симеон.
Собрав войско, турки нанесли контрудар, показавший лучшую подготовку и оснащённость, нежели у австрийцев и сербских повстанцев. С приходом турецкой армии в Сербию многие сербы и албанцы перестали оказывать помощь австрийцам, опасаясь мести со стороны турок. Вскоре войско Габсбургов было разбито под Видином. 13 августа австрийцы оставили Нови-Пазар и начали отступление. Вместе с ними отступали и сербы, часть которых разошлась по домам. Вскоре австрийцы оставили и Ниш.
На территории Сербии турки нанесли ряд поражений объединённым силам Габсбургов и сербов. После этого патриарх Арсение Шакабента прибыл в Белград. В середине декабря 1737 года он отправился в Вену. Из прибывших с ним беженцев австрийцы пытались сформировать полк численностью в 2000 солдат, однако не успели сделать этого. Отступавшая из Сербии армия страдала от постоянных атак со стороны турок, болезней и дезертирства. Снабжение её ухудшалось и было направлено, в первую очередь, на императорских солдат, из-за чего сербы массово покидали войско. 7 сентября в Белграде был подписан мирный договор, согласно которому Габсбурги возвращали Порте Северную Сербию.
Вместе с покинувшим Белград австрийским войском через Дунай переправлялись тысячи сербов и албанцев-католиков, которые спасались от турецкой армии, разорявшей целые населённые пункты. В основном, беженцы были расселены в Среме. Часть бежавших в 1740 году сербов вместе с некоторым количеством сербов-граничар в начале 1750-х годов переселилась в Российскую империю на территорию Славяносербии.

## Последствия
Великое переселение сербов стало одним из ключевых событий сербской истории. Оно вызвало значительные перемены в политической и общественной жизни сербов, а также серьёзно изменило этнические границы сербского народа. Южная Сербия (Рашка, Косово и Метохия) потеряли до того доминирующий сербский компонент. На место покинувших эти регионы сербов массово переселялись албанцы и турки. С этого времени Рашка также получила турецкое название Санджак. Меньше изменилась этническая карта Центральной Сербии, однако и оттуда уходило на север сербское население. Великое переселение привело к резкому увеличению числа сербов на территориях Славонии, Бачки, Бараньи и Южной Венгрии.
Переселяя албанцев в районы Южной Сербии, Османская империя всячески старалась разжечь антагонизм между ними. Албанцы-мусульмане находились в гораздо более привилегированном положении, нежели православные сербы, имевшие при турках минимум прав. Делая ставку на албанцев, Стамбул стремился остановить развитие политической активности сербов и не допустить среди них роста освободительной борьбы.
Стамбул также стремился ограничить политическую деятельность православного духовенства в Сербии. С первой половины XVIII века турки стали сами назначать патриархов, которые раньше выбирались на церковных соборах и только утверждались султанскими бератами. Монастыри и церкви разграблялись мусульманами, началось экономическое притеснение духовенства. С конца 1730-х годов патриархами стали назначать лояльных Империи греков, которые, в свою очередь, стремились вести политику эллинизации и попросту грабили имущество патриархии. В 1766 году была упразднена Печская патриархия, а спустя год — Охридская архиепископия, подчинённые Константинопольскому патриарху. Это лишило православное население Западных Балкан института, который ранее был одним из факторов его консолидации.